# Matteo Castaldo
Matteo Castaldo (født 11. december 1985 i Napoli, Italien) er en italiensk roer.
Castaldo vandt en bronzemedalje ved OL 2016 i Rio de Janeiro, som del af den italienske firer uden styrmand, der desuden bestod af Domenico Montrone,
Matteo Lodo og Giuseppe Vicino. Italienerne kom ind på en tredjeplads i finalen, hvor Storbritannien og Australien sikrede sig guld- og sølvmedaljerne.
Castaldo har desuden vundet en VM-guldmedalje i firer uden styrmand ved VM 2015 i Frankrig og en EM-guldmedalje i samme disciplin ved EM 2017 i Tjekkiet.

## OL-medaljer
- 2016:  Bronze i firer uden styrmand
- 2020:  Bronze i firer uden styrmand